# سيزار دي لا هوز
سيزار دي لا هوز (بالإسبانية: César de la Hoz)‏ هو لاعب كرة قدم إسباني، ولد في 30 مارس 1992 في مارينا دي سوديو في إسبانيا. لعب مع راسينغ سانتاندير وريال بيتيس ونادي باراكالدو.

## وصلات خارجية
- سيزار دي لا هوز على موقع قاعدة بيانات كرة القدم.إي يو (الإنجليزية)
- سيزار دي لا هوز على موقع Soccerway.com (الإنجليزية)
- سيزار دي لا هوز على موقع عالم كرة القدم.نت (الإنجليزية)
- سيزار دي لا هوز على موقع AS.com (الإسبانية)